# Three Cheers for Sweet Revenge
Three Cheers for Sweet Revenge — другий студійний альбом американського гурту My Chemical Romance, реліз якого відбувся 8 червня 2004 року. Це перший реліз гурту на Reprise Records, дочірній компанії Warner Bros. Records, і їхній останній реліз разом із барабанщиком Меттом Пелісьєром, якого пізніше замінив Боб Браяр. Альбом отримав статус платинового менше ніж за рік після його релізу. У США було продано понад мільйони копій.
Із Three Cheers for Sweet Revenge MCR створили чистіший звук, у порівнянні з його попередником I Brought You My Bullets, You Brought Me Your Love. Альбом став успішним релізом як для гурту, так і для лейбла, хоча огляди були змішаними. Завдяки цьому альбому популярність My Chemical Romance зросла. На задній обкладинці альбому його концепт описаний як «Історія про чоловіка, жінку та тисячі трупів жорстоких людей». Джерард Вей, вокаліст гурту, стверджував: «Концепт Three Cheers базується на історії про чоловіка і жінку, яких розділила смерть, і чоловік відправляється у пекло, де дізнається від диявола, що його кохана усе ще жива. Диявол каже, що він знову зможе побачитися з нею, тільки якщо принесе йому душі тисячі злих людей; чоловік погоджується на це і диявол віддає йому пістолет. Отака була оригінальна ідея для концепту, але вийшло так, що альбом навіть більше розповідає про втрату та справжнє життя, ніж про будь-що інше.»
Гурт випустив чотири сингли з альбому: «I'm Not Okay (I Promise)», «Helena», «The Ghost of You» та окремо у Великій Британії «Thank You for the Venom». Є й інші треки, що також вважаються найкращими з платівки, наприклад, «Hang 'Em High» і «The Jetset Life is Gonna Kill You».
Обкладинку альбому намалював Джерард Вей.

## Музика
Three Cheers for Sweet Revenge описували як альтернативний рок, емо, поппанк, постхардкор і панк-рок. У той час, як I Brought You My Bullets, You Brought Me Your Love вважався «зокрема скрипучим входом у той хитрий жанр гуртів, які змішують елементи емо, хардкору і навіть металу», Three Cheers for Sweet Revenge «одночасно показав їхні здібності до написання пісень і привернув до них увагу, на що вони заслуговують». Полишивши «скримо» та «складніші структури пісень» їхнього першого альбому позаду, на Three Cheers вони створили звучання, що «проводить межу між поппанком та гострим, театральним емо» та воднчас «має сильний вплив від хардкор-панку». У багатьох публікаціях Three Cheers порівнювали із звучаннями таких гуртів, як The Misfits, AFI, Thursday.
Вокаліст Джерард Вей називав перший сингл «I'm Not Okay (I Promise)» «самодопоміжною поппіснею», а журнали AllMusic і Rolling Stone описували цю пісню як «вибухова емо-поп композиція із настільки смішно причепливим гуком, наскільки він сам є смішним» і «зворушливий гімн для молодих та депресивних» відповідно. Сингл був номінований на нагороду Kerrang! за найкращий сингл і дійшов до 86 місця на чарті US Billboard Hot 100.
Перший трек в альбомі, «Helena», вважається «ключовим моментом в альбомі та супергітом». Вей стверджував, що ця пісня «уособлює в собі всю тему альбому» та «викриває темну сторону гурту» у порівнянні з першим синглом. У пісні співається про скорботу через смерть бабусі Джерарда та Майкі — Елени Лі Раш. Ця пісня також була їхньою першою серед найкращих 40.

## Сприйняття
Джонні Лофтус з AllMusic написав, що «за допомогою першокласного продюсера Говарда Бенсона вони відредагували надлишки від I Brought You My Bullets You Brought Me Your Love, в результаті чого ми отримали винагороджувальний, досить невідступний, безжалісний продукт.» Енді Ґрінвальд з Blender занотував те, як Вей інтегрує елементи свого життя у пісні в цьому альбомі, та зауважив, що його «бідкання й скиглення перетворює енергійні пісні як „I'm Not Okay (I Promise)“ у після-шкільну поезію». Єн Матерс зі Stylus Magazine відчув, що альбом налічував у собі «дванадцять майже бездоганних пісень та інтерлюдію всього у 39 хвилинах» і що «навіть коли його інтенсивність вщухає, вона не вщухає», а Кірк Міллер з Rolling Stone описав альбом як «до біса добре проведений час». Критик JR з IGN назвав Three Cheers «хорошим альбомом», з усім тим, «він навіть не наблизився до того різноманіття та зухвалості, до яких міг би». У The Village Voice Роберт Крістгау назвав альбом «дрантям».
| Журнал       | Країна          | Відзнака                        | Рік  | Місце |
| ------------ | --------------- | ------------------------------- | ---- | ----- |
| Rock Sound   | Велика Британія | Топ 50 альбомів року            | 2004 | 5     |
| Spin         | США             | 40 найкращих альбомів 2004 року | 2004 | 34    |
| Kerrang!     | Велика Британія | Альбом року                     | 2004 | 3     |
| Metal Hammer | Велика Британія | Альбоми 2004 року               | 2004 | 7     |

## Спадок
NME додали альбом у список «20 емо альбомів, які рішуче вистояли випробування часом». Альбом посів 260 місце у списку Spin «300 найкращих альбомів за останні 30 років (1985—2014)». Rock Sound написали, що цей альбом — це «реліз, що визначив цілу еру» та «зворушив мільйони людей по всьому світові як музично, так і емоційно».
У 2016 Rolling Stone проголосили Three Cheers десятим найкращим емо-альбомом з 40, кажучи, що «Three Cheers не був просто концептуальним альбомом, він був концептуальним сиквелом, що розширив малу історію 2002-го Bullets у великобюджетний проєкт, наповнений роздумами про життя та смерть („Helena“), „biting kiss-offs“ („I'm Not Okay“) і кількома драматичними кліпами, через що вони часто з'являлися на MTV».
На сьогодні у США було продано більше одного мільйона копій Three Cheers for Sweet Revenge, і альбом був сертификований платиновим за RIAA. By February 2006, the album had sold over 1,356,000 copies in the US. Станом на лютий 2006 було продано 1,356,000 копій альбому в США. Також альбом був двічі сертифікований платиновим у Канаді, платиновим у Великій Британії, золотим в Ірландії, Чилі та Аргентині.

## Трекліст
Усі пісні написані гуртом My Chemical Romance.
| #     | Назва                                                    | Тривалість |
| ----- | -------------------------------------------------------- | ---------- |
| 1.    | «Helena»                                                 | 3:22       |
| 2.    | «Give 'Em Hell, Kid»                                     | 2:18       |
| 3.    | «To the End»                                             | 3:01       |
| 4.    | «You Know What They Do to Guys Like Us in Prison»        | 2:53       |
| 5.    | «I'm Not Okay (I Promise)»                               | 3:08       |
| 6.    | «The Ghost of You»                                       | 3:23       |
| 7.    | «The Jetset Life Is Gonna Kill You»                      | 3:37       |
| 8.    | «Interlude»                                              | 0:57       |
| 9.    | «Thank You for the Venom»                                | 3:41       |
| 10.   | «Hang 'Em High»                                          | 2:47       |
| 11.   | «It's Not a Fashion Statement, It's a Fucking Deathwish» | 3:30       |
| 12.   | «Cemetery Drive»                                         | 3:08       |
| 13.   | «I Never Told You What I Do for a Living»                | 3:51       |
| 39:36 |                                                          |            |

## Персонал
| My Chemical Romance - Френк Аїро — гітара, бек-вокал - Метт Пелісьєр — барабани - Рей Торо — гітара, бек-вокал - Джерард Вей — вокал - Майкі Вей — бас-гітара | Додаткові музиканти - Берт МакКракен (The Used) — додатковий вокал на «You Know What They Do to Guys Like Us in Prison» - Кіт Морріс (Black Flag) — додатковий вокал на «Hang 'Em High» - Rinat — додатковий вокал на «The Ghost of You» - Говард Бенсон — клавішні 1958 Hammond B3 |

Продюсери, інженери, техніки, менеджмент
- Говард Бенсон — продюсер, міксинг
- Річ Кості — міксинг
- Крейг Ааронсон — A&R
- Браян Шектер — менеджмент
- Метт Ґеллі, Стейсі Фасс — агенти
- Майк Плотніков — запис
- Ерік Міллер — інженер
- Пол Декарлі — Pro Tools та програмування
- Джон Нікольсон — барабанний технік
- Кіт Нельсон — гітарний технік
- Том Бейкер — мастеринг
- Метт Гріффен, Дана Чайлдс — продюсерські координатори
- Артуро Рохас, Фернандо Діаз, Майк Ґарднер, Кріс Озуна, Браян Манселл — раннери
- Марк Холлі — допомога з дизайном